# 사카이 겐타로
사카이 겐타로(일본어: 栄井 健太郎, 1975년 5월 19일 ~ )는 일본의 전 축구 선수이다.

## 구단 경력
과거 아비스파 후쿠오카에서 활동하였다.